# Museo del Malcantone
Il Museo del Malcantone è un museo etnografico di Curio, nel Malcantone.
Ha sede in un edificio neoclassico progettato dall'architetto Luigi Fontana nel 1853 per la Scuola di disegno professionale della Svizzera italiana. Comprende una sezione esterna: il Museo della pesca di Caslano, sulle rive del lago di Lugano.

## Storia
Il museo è stato aperto al pubblico nel 1989 su impulso dell'Associazione del museo del Malcantone, attiva dal 1985, con l'obbiettivo di conservare e valorizzare il patrimonio storico e culturale della regione e alle testimonianze etnografiche che si trovano nel comprensorio malcantonese o all'estero, in relazione ai fenomeni migratori che hanno contraddistinto la storia della regione.
Dal 1991 è riconosciuto dal consiglio di stato del Canton Ticino come museo etnografico regionale, integrato nella rete degli undici musei regionali coordinati dall'Ufficio dei musei etnografici (UMET), al quale è in seguito subentrato il Centro di dialettologia e di etnografia (CDE).

## Descrizione
Nella sede di Curio trovano posto esposizioni temporanee ed un'esposizione permanente, distribuita in due grandi sale e quattro più piccole.
Un primo settore (prima sala grande) ha come tema la civiltà rustica, dove sono presentati sinteticamente attività e momenti di vita della popolazione malcantonese fin verso la metà del nostro secolo: caccia, pesca, agricoltura, artigianato, pastorizia, viticoltura, usanze e tradizioni varie.
Un secondo settore (sale piccole) sono dedicate ai temi dell'abitare (cucina), della religiosità e dell'emigrazione. Sono illustrate vita e opere di Domenico Trezzini e Giacomo Mercoli e i mestieri del gessatore e dello stuccatore, al cui insegnamento dalla metà dell'Ottocento erano preposte le scuole di disegno di Curio e Breno, e del fornaciaio, uno dei mestieri maggiormente diffusi tra gli emigranti stagionali malcantonesi. Si trova anche documentazione e testimonianze relative all'emigrazione delle maestranze artistiche malcantonesi. Il museo si collega ai percorsi tematici promossi dall'ente turistico regionale.